# الرابطة الوطنية للصحافيين الاستقلاليين
الرابطة الوطنية للصحافيين الاستقلاليين، إحدى التنظيمات الموازية لحزب الاستقلال المغربي،يرأسه الصحافي والشاعر :سعيد الوزان.

## التأسيس
أسست يوم الخميس 21 مارس 2013 بالرباط من طرف ثلة من الصحافيين المهنيين المغاربة الملتزمين بالانتماء إلى حزب الاستقلال المغربي، يعملون وفق برامجه وأهدافه وثوابثه.
وقد استطاعت الرابطة الوطنية للصحافيين الاستقلاليين في ظرف وجيز أن تجد لها مكان الصدارة ضمن الهيئات والتنظيمات المؤطرة لنساء ورجال الإعلام بالمغرب، حيث عملت منذ النشأة على تنظيم لقاء وطني للاستماع،حضره أزيد من 150 صحافيا من مختلف ربوع المملكة، توج بتسطير برنامج عمل طموح يرمي إلى الإسهام في الرقي بمهنة المتاعب بالمغرب على كافة المستويات.
أسهمت في تقديم العديد من الأفكار والمشاريع للبرلمان المغربي على هامش مناقشة ميزانية 2014 لقطاع الاتصال.
نظمت بتاريخ الأربعاء 18 دجنبر 2013 لقاء دراسيا هاما جمع مدراء الصحف الوطنية والمواقع الإلكترونية وأكاديميين مهتمين بقضايا النشر والإعلام بالمغرب،حول موضوع:«الصحافة الورقية والإلكترونية تكامل أم قطيعة؟!».
يسهر على السير العادي للرابطة مكتب وطني مسير.
أصدرت العديد من بيانات التضامن، وخلدت اليوم الوطني للإعلام في سنة 2013 بإصدار بيان يدعو الحكومة المغربية إلى ضرورة صياغة إستراتيجية وطنية للنهوض بالإعلام المغربي.